# Campeonato Paulista de Futebol Feminino Sub-17 de 2019
O Campeonato Paulista Feminino Sub-17 de 2019 foi a terceira edição deste evento esportivo, um torneio estadual de futebol feminino organizado pela Federação Paulista de Futebol (FPF).
O torneio compreendeu quatro distintas fases e envolveu a participação de um total de 16 clubes, ocorrendo no período de 25 de agosto a 1.º de dezembro.  A fase inicial consistiu na divisão dos participantes em quatro grupos, nos quais os clubes enfrentaram seus oponentes da mesma chave em partidas de turno e returno. Na segunda fase, os oito participantes qualificados foram divididos em dois grupos, mantendo o mesmo sistema de disputa utilizado na fase anterior. Nas fases subsequentes, a determinação dos avançados para a fase seguinte baseou-se no resultado agregado das duas partidas, culminando na redução progressiva do número de clubes a cada fase até a disputa da final.
O título da edição foi conquistado pelo São Paulo, que triunfou a decisão em jogo único contra o Santos, no estádio Conde Rodolfo Crespi.

## Antecedentes
Em 22 de fevereiro de 2017, a FPF organizou um congresso técnico que estabeleceu a criação do torneio. No mesmo dia, a entidade divulgou o regulamento da primeira edição. e emitiu um comunicado declarando que o campeonato tinha como objetivo principal "fomentar o futebol feminino, atraindo mais praticantes para a modalidade e gerando novos talentos para o futuro do esporte no Brasil". Notavelmente, este foi o primeiro campeonato de base de futebol feminino no Brasil. Posteriormente, outras competições semelhantes surgiram, como o Campeonato Brasileiro Sub-16 e Sub-18.
O São Paulo se destacou ao conquistar os dois primeiros títulos disputados. O primeiro título do clube foi conquistado com uma equipe de atletas com menos de quinze anos, em parceria com o Centro Olímpico e derrotando o São José na decisão. O segundo título foi conquistado contra o Audax.

## Formato e participantes
A edição em questão contou com a participação de 16 clubes, os quais foram distribuídos em quatro grupos distintos. O formato da competição envolveu confrontos diretos entre os membros dos grupos, em partidas de ida e volta, classificando os dois melhores de cada chave. O formato foi mantido para a fase subsequente, com a redução do número de grupos de quatro para dois. Ao término desta fase, os quatro remanescentes disputaram as semifinais, nas quais os vencedores avançaram para a final.
| Equipe               | Cidade                | Participações | Títulos         |
| -------------------- | --------------------- | ------------- | --------------- |
| Água Santa           | Diadema               | —             | —               |
| Andreense            | Bragança Paulista     | —             | —               |
| Audax                | Osasco                | 2             | —               |
| Caldeirão            | Piracicaba            | —             | —               |
| Centro Olímpico      | São Paulo             | 2             | —               |
| Corinthians          | São Paulo             | 1             | —               |
| Estrela de Guarulhos | Guarulhos             | 1             | —               |
| Ferroviária          | Araraquara            | 2             | —               |
| Guarulhos            | Guarulhos             | —             | —               |
| Inter de Limeira     | Limeira               | 1             | —               |
| Inter de Franca      | Franca                | —             | —               |
| Noroeste             | Bauru                 | —             | —               |
| Realidade Jovem      | São José do Rio Preto | —             | —               |
| Santos               | Santos                | 1             | —               |
| São José-SP          | São José dos Campos   | 2             | —               |
| São Paulo            | São Paulo             | 2             | 2 (2017 e 2018) |

## Primeira fase
Os jogos inaugurais da primeira fase foram disputados em 25 de agosto. Ao concluir a sexta rodada, as equipes Caldeirão, Centro Olímpico, Corinthians, Ferroviária, Realidade Jovem, Santos, São José e São Paulo conquistaram suas respectivas classificações.

## Segunda fase
Na segunda fase, as equipes classificadas foram novamente distribuídas em grupos. O quinto grupo foi composto por Centro Olímpico, Ferroviária, São José e São Paulo. Este último emergiu vitorioso em todas as partidas disputadas, encerrando a fase com a melhor campanha geral. Por sua vez, a Ferroviária garantiu sua qualificação como a quarta melhor equipe e encontrou novamente o São Paulo na semifinal. Por outro lado, na chave oposta, Corinthians e Santos enfrentaram poucas dificuldades para assegurar suas qualificações no grupo que incluía Caldeirão e Realidade Jovem.

## Fases finais
No dia 17 de novembro, Corinthians e Santos se enfrentaram no estádio Alfredo Schürig no primeiro jogo das semifinais. No confronto, o clube da Baixada Santista saiu vitorioso pelo placar mínimo em ambos os jogos. O São Paulo garantiu a segunda vaga após um empate e uma vitória.
Em 1.º de dezembro, a decisão foi disputada no estádio Conde Rodolfo Crespi, na capital do estado, e foi conduzida pela árbitra Adeli Mara Monteiro. O São Paulo venceu seu rival pelo placar de 3–1.
|  | Semifinais  | Semifinais | Semifinais | Semifinais |   |           | Final | Final |
|  |             |            |            |            |   |           |       |       |
|  | Ferroviária | 1          | 0          | 1          |   |           |       |       |
|  | São Paulo   | 1          | 2          | 3          |   |           |       |       |
|  | São Paulo   | 1          | 2          | 3          |   | São Paulo | 3     |       |
|  |             |            |            |            |   | São Paulo | 3     |       |
|  |             | Santos     | 1          |            |   |           |       |       |
|  | Corinthians | Santos     | 1          | 0          | 0 | 0         |       |       |
|  | Corinthians |            |            | 0          | 0 | 0         |       |       |
|  | Santos      | 1          | 1          | 2          |   |           |       |       |

- As equipes que estão na parte superior do confronto possuem o mando de campo no primeiro jogo das semifinais e em negrito as equipes classificadas.

### Gerais
- «Regulamento do Campeonato Paulista Feminino Sub-17 de 2019» (PDF). Federação Paulista de Futebol. Consultado em 11 de agosto de 2019. Cópia arquivada (PDF) em 12 de agosto de 2019

### Específicas
1. ↑  «Jogadora sub-17 do São Paulo dá drible desconcertante em santista». UOL. 1 de dezembro de 2019. Consultado em 18 de novembro de 2022. Cópia arquivada em 2 de dezembro de 2019
2. ↑  Renata Lutfi (1 de dezembro de 2019). «Pelo terceiro ano consecutivo, são-paulinas são campeãs do Paulista Sub-17». São Paulo. Consultado em 23 de fevereiro de 2020. Cópia arquivada em 31 de dezembro de 2019
3. 1 2 3  «Federação Paulista cria campeonato estadual feminino sub-17». GloboEsporte.com. 23 de fevereiro de 2017. Consultado em 1 de setembro de 2018. Cópia arquivada em 2 de setembro de 2018
4. ↑  «FPF anuncia criação de Campeonato Paulista feminino sub-17». Gazeta Esportiva. 23 de fevereiro de 2017. Consultado em 1 de setembro de 2018. Cópia arquivada em 2 de setembro de 2018
5. ↑  Adalberto Leister Filho (24 de fevereiro de 2017). «FPF faz Paulista feminino sub-17 pela primeira vez». Máquina do Esporte. Consultado em 1 de setembro de 2018. Arquivado do original em 26 de fevereiro de 2017
6. ↑  «Ferroviária vence na estreia do Brasileiro Feminino Sub-16». Revista Comércio, Indústria e Agronegócio. 8 de dezembro de 2019. Consultado em 30 de agosto de 2020. Cópia arquivada em 17 de janeiro de 2020
7. ↑  Fernanda Silva (15 de janeiro de 2019). «CBF amplia calendário do feminino e cria competição de base». Olimpíada Todo Dia. Consultado em 30 de agosto de 2020. Cópia arquivada em 30 de agosto de 2020
8. ↑  Raoni David (18 de junho de 2017). «São José vence por 1 a 0, mas São Paulo segura pressão e fica com o título». Federação Paulista de Futebol. Consultado em 3 de outubro de 2020. Cópia arquivada em 3 de outubro de 2020
9. ↑  Ana Luiza Rosa (2 de dezembro de 2018). «São Paulo é bicampeão Paulista Feminino Sub-17». São Paulo. Consultado em 3 de outubro de 2020. Cópia arquivada em 20 de fevereiro de 2020
10. 1 2  «Paulista Feminino Sub-17 começa neste final de semana». Portal Morada. 22 de agosto de 2019. Consultado em 30 de agosto de 2020. Arquivado do original em 30 de agosto de 2020
11. ↑  «Paulista Feminino Sub-17 começa dia 25». O Curioso do Futebol. 8 de fevereiro de 2019. Consultado em 18 de novembro de 2022. Cópia arquivada em 9 de março de 2022
12. ↑  «Corinthians conhece adversários da Segunda Fase do Paulistão Feminino Sub-17». Corinthians. 1 de outubro de 2019. Consultado em 28 de agosto de 2020. Cópia arquivada em 29 de agosto de 2020
13. ↑  Gabriela Montesano (30 de setembro de 2019). «Tricolor conhece tabela da segunda fase do Paulista Feminino Sub-17». São Paulo. Consultado em 29 de agosto de 2020. Cópia arquivada em 2 de outubro de 2019
14. ↑  «Ferroviária e São Paulo iniciam semifinal do Paulista Sub-17 Feminino». O Imparcial. 20 de novembro de 2019. Consultado em 30 de agosto de 2020. Arquivado do original em 21 de novembro de 2019
15. ↑  «Corinthians e Santos fazem clássico pelas semifinais do Paulistão Sub-17». Corinthians. 17 de novembro de 2019. Consultado em 30 de agosto de 2020. Cópia arquivada em 30 de agosto de 2020
16. ↑  «São Paulo e Santos vencem e estão na decisão da categoria». Federação Paulista de Futebol. 24 de novembro de 2019. Consultado em 29 de julho de 2022. Cópia arquivada em 29 de julho de 2022
17. ↑  Vitor Anjos (1 de dezembro de 2019). «Sereinhas são derrotadas pelo São Paulo e ficam com o vice do Paulista Feminino Sub-17». Santos. Consultado em 23 de fevereiro de 2020. Cópia arquivada em 2 de dezembro de 2019
18. ↑  «SÃO PAULO VENCE O SANTOS E É CAMPEÃO DO PAULISTA FEMININO SUB-17». OneFootball. 1 de dezembro de 2019. Consultado em 18 de novembro de 2022. Cópia arquivada em 18 de novembro de 2022
19. ↑  «Com 'drible Ronaldinho', São Paulo é tricampeão paulista feminino sub-17». Lance!. 1 de dezembro de 2019. Consultado em 30 de agosto de 2020. Cópia arquivada em 30 de agosto de 2020